# Кабельський Сергій Мар'янович
Сергій Мар'янович Кабельський (біл. Сяргей Мар'янавіч Кабельский; нар. 17 квітня 1967, Мінськ, Білоруська РСР) — білоруський футболіст, захисник та півзахисник.

## Кар'єра гравця

### Початок кар'єри
Сергій Кабельський народився 17 квітня 1967 року в Мінську. У 1991 році — призваний на військову службу, де розпочинав служити у звичайній військовій частині під Москвою. Спочатку виступав у змаганнях всередини військової частини, згодом — захищав її честь на першійсть Московського військового округу. Саме в цих матчах Сергія помітив тренер команди з міста Жуковський, яка базувалася на відстані 10 км від Раменського. В цій команді провів два місяці. Там молодого гравця помітили тренери «Сатурна» з сусіднього Раменського, який на той час виступав у Другій лізі чемпіонату Росії. Кабельському вдалося в команді стати основним гравцем. Відіграв два сезони, за цей час у Другій лізі зіграв 42 матчі та відзначився 2-ма голами. У 1993 році у «Сатурна» змінилися власники, які почали будувати нову команду під високі завдання. В цій новій команді місця для Сергія не щнайшлося, отож молодий гравець повернувся до Білорусі.

### «Молодечно» та «Торпедо» (Мінськ)
У 1993 році підписав контракт з ФК «Молодечно», де його партнером по команді став Леонід Кучук. У команді виступав до 1999 року. З другої половини 90-их років через фінансову кризу паралельно з виступами за першу команду грав у міні-футбол. У складі «Молодечно» зіграв 150 матчів та відзначився 5-ма голами.
На початку 2000 року на запрошення Івана Григоровича Щокіна пройшов збори з «Шахтарем» та підписав контракт з солігорським клубом. Проте Іван Щокін трагічно загинув, а новий головний тренер вирішив відмовитися від послуг 5 новачків клубу, серед яких і Сергій Кабельський. Тому прийняв запрошення Анатолія Юревича та Леоніда Кучука перейти до «Торпеда-МАЗ». У складі «торпедівців» зіграв 25 матчів, виходив на поле в фінальному поєдинку кубку Білорусі.

### «Локомотив» (Мінськ) та «Нафтан»
У 2001 році перейшов у мінський «Локомотив», де зіграв 14 матчів у Другій лізі чемпіонату Білорусі. Наступного року підсилив «Нафтан», але зіграв у складі новополоцького клубу 10 матчів у Вищій лізі. У 2002 році повернувся до «Локомотиву», який на той час вже виступав у Першій лізі білоруського чемпіонату. Допоміг столичному клубу завоювати путівку до Вищої ліги. У 2003 році в футболці «локо» зіграв у 26 матчах чемпіонату.

### «Металург» (Запоріжжя)
Під час зимової перерви в сезоні 2003/04 років підсилив вищоліговий запорізький «Металург». Дебютував у футболці «козаків» 14 березня 2000 року в нічийному (0:0) домашньому поєдинку 16-го туру Вищої ліги проти дніпропетровського «Дніпра». Сергій вийшов на поле в стартовому складі та відіграв увесь матч. У складі «Металурга» в Вищій лізі зграв 19 матчів (окрім цього ще 7 поєдинків провів у молодіжній першості), 2 поєдинки — в кубку України.

### Повернення в Білорусь та завершення кар'єри
Під час зимової перерви сезону 2004/05 років повернувся до Білорусі, де підсилив мінський «Локомотив». З 2006 по 2008 рік виступав у клубах «Динамо» (Берестя), «Локомотив» (Мінськ) та «Даріда». У 2009—2010 роках не виступав. У сезоні 2011 року відновив футбольну кар'єру в складі ФК «Городея», але зігравши 7 матчів у Першій лізі завершив кар'єру футболістом. 

## Кар'єра тренера

### У тренерському штабі
По завершенні кар'єри гравця розпочав тренерську діяльність. З 2008 по 2010 рік тренував мінський СКВІЧ, з 2011 по червень 2013 року — «Єнісей». Потім входив до тренерського штабу Леоніда Кучука — спочатку в московському «Локомотиві» та краснодарській «Кубані». У 2015 році разом з ще 11-ма білоруськими фахівцями отримав тренерську ліценцію PRO. З початку квітня до кінця червня 2016 року працював у тренерському штабі португальського клубу третього дивізіону «Уніан Лейрія», в якому на той час на контракті перебувало 12 російськомовних гравців (по 6 у першій команді та в молодіжному складі відповідно). Оскільки переважна більшість цих гравців не розмовляли португальською, а під час тренування тренери розмовляли саме португальською, то Кобельський повинен був додатково працювати саме з російськомовними футболістами. З 15 липня 2016 року працював у штабі мінського «Динамо». 26 травня 2017 року Сергій Кабельський та мінське «Динамо» домовилися про розірвання контракту

### Як головний тренер
15 січня 2018 року призначений головним тренером мінського «Торпедо». До тренерського штабу столичних «торпедівців» Володимир Невінський та Олександр Климович